# 大渡忠太郎
大渡 忠太郎（おおわたり ちゅうたろう、1870年11月1日〈明治3年10月8日〉- 1953年〈昭和28年〉）は、日本の植物学者。

## 経歴
肥前国佐賀郡、のちの佐賀県佐賀郡与賀町（現佐賀市与賀町）で生まれた。
東京帝国大学植物学科を卒業し、同学で助手を務めるが、1899年に一年志願兵として入隊したため退官した。学位は理学士。その後、1901年に岡山県岡山市の第六高等学校（現・岡山大学）教授に着任し、中世以来途絶えたとされていたキクザクラを発見、校庭に植えた。松本高等学校（現・信州大学）では第2代校長（在任：1921年10月 - 1927年8月）を務め、同校跡のあがたの森公園には、在任中に購入・植栽したヒマラヤスギの大木が残っている。その後、日本博物館協会常務理事を務めた。
旧制第一高等学校時代は音楽部に所属し、ピアノやオルガンなどを弾いていた。東京帝大助手時代の1896年10月に、牧野富太郎らとともに神戸から小倉丸に乗船して台湾の基隆へ渡り、植物採集旅行を行い、12月5日に東京に戻った。翌1897年12月7日に再び台湾へ渡り、単独で植物採集を行い、1898年4月中旬に日本へ帰った。この単独台湾調査は、台湾総督府衛生課から「森林植物標品採集及薬用植物調査事務」嘱託として招請されたものである。2度の台湾での調査成果は「臺灣植物探檢紀行」（台湾植物探検紀行）の題で『植物学雑誌』に発表された。この時に発見したトウサワトラノオは1898年以降、台湾では見つからず、絶滅したと考えられていたが、2020年3月26日に基隆市暖暖区で植物愛好家によって122年ぶりに発見された。
医事評論家の大渡順二は息子である。